# Madelein Meppelink
Madelein Meppelink (Rhenen, 29 november 1989) is een Nederlands beachvolleybalster.

## Carrière
Meppelink vormde van 2007 tot 2009 een duo met Margo Wiltens, waarmee ze in 2007 vijfde bij de wereldkampioenschappen beachvolleybal voor junioren in Modena werd. In 2009 behaalde ze met Sophie van Gestel bij de WK junioren in Blackpool weer de vijfde plaats.
Vervolgens speelde Meppelink van 2009 tot en met 2011 met Marloes Wesselink. Het duo kwam in 2010 tot een vijfde plaats bij de grand slam van Stavanger en haalde de kwartfinales van de EK in Berlijn. Bij de WK 2011 in Rome werden Meppelink en Wesselink in de groepsfase uitgeschakeld.

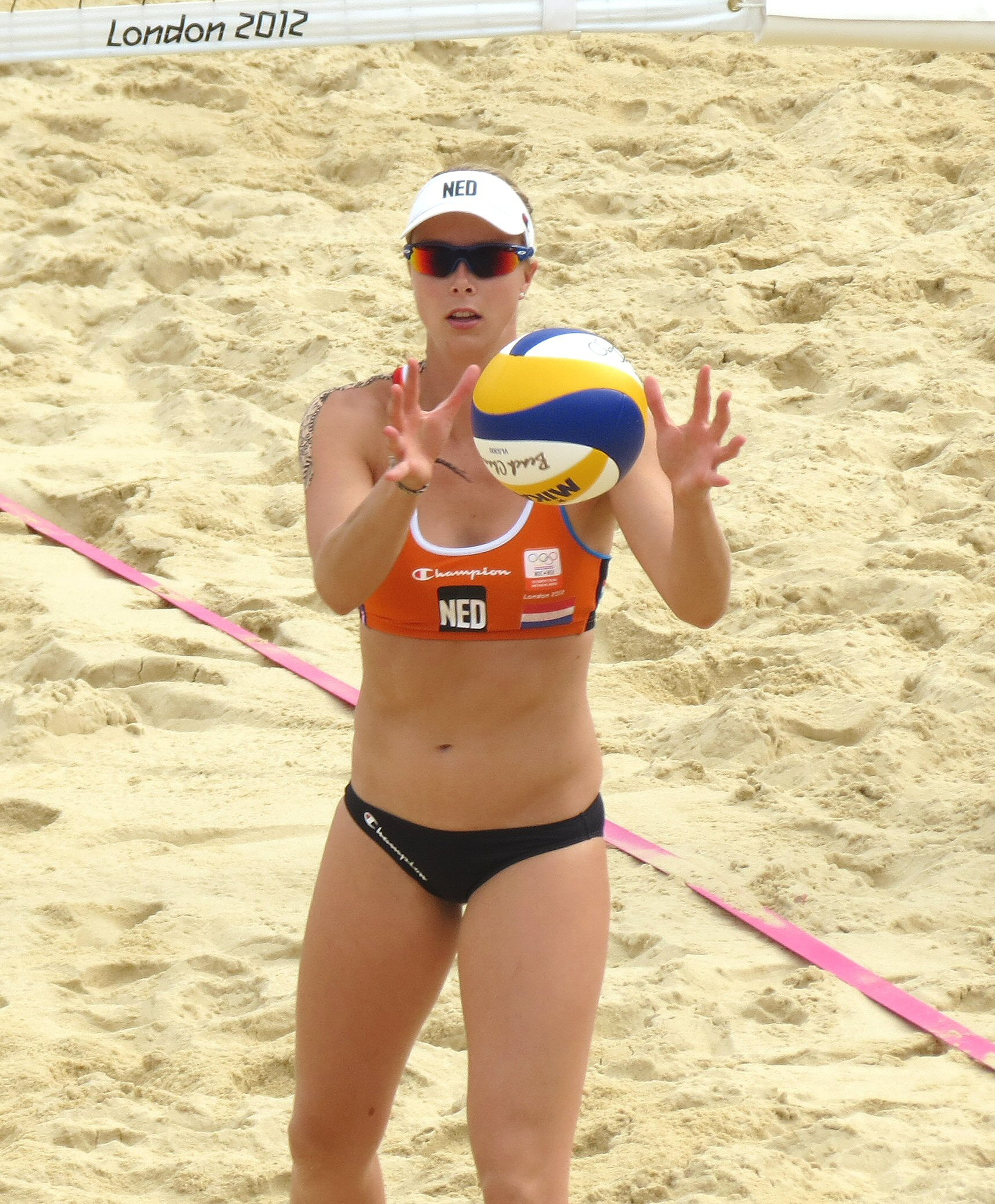
Meppelink tijdens de OS 2012 in Londen

Van 2011 tot en met 2013 waren Meppelink en Sophie van Gestel opnieuw een team. Het duo bereikte in 2012 de achtste finales van de Olympische Spelen in Londen en behaalde de tweede plaats bij de grand slam van Klagenfurt. Ze wonnen in 2013 de grand slam van Corrientes en werden bij de WK dat jaar eerste in hun groep, waarna ze de zestiende finale verloren.
In 2014 wisselde Meppelink van partner naar Marleen van Iersel. Ze werden in dat jaar Europees kampioen in Cagliari en behaalden zowel bij de grand slam van Moskou als van São Paulo de derde plaats. In 2015 eindigde het duo als tweede bij de grand slam van Moskou en als derde bij major van Stavanger. Bij de WK dat jaar in Nederland werd het duo in de achtste finales uitgeschakeld. Op de Olympische Spelen van 2016 bereikte het duo de achtste finales. In oktober van dat jaar werd bekend dat Van Iersel in 2017 een team vormt met Manon Nummerdor-Flier. In december 2016 kondigde Meppelink aan dat zij in 2017 weer met haar oude partner Van Gestel gaat spelen die echter in oktober 2017 vanwege blessures stopte.
Samen met Sanne Keizer won Meppelink het EK 2018 in Nederland. Verder behaalde het duo enkele Top-Ten resultaten op de FIVB World-Tour in de jaren 2018, 2019 en 2021 en kwamen bij de Olympische Spelen in Tokyo in actie.
In februari 2022 maakten Madelein Meppelink en Sanne Keizer bekend, dat ze gingen stoppen met professioneel beachvolleybal.

## Sportpartners
- Linda Haandrikman (2007)
- Margo Wiltens (2007-2009)
- Sophie van Gestel (2009, 2011-2013, 2017)
- Marloes Wesselink (2009-2011)
- Marleen van Iersel (2014-2016)
- Sanne Keizer (2018-2022)

## Belangrijkste resultaten
- EK <18:
- WK <21: 5e
- NK 2008:
- NK 2009:
- EK 2010: 5e
- OS 2012: 9e
- NK 2012:
- EK 2014:
- WK 2015:
- OS 2016: 9e
- EK 2018:
- OS 2020: 19e